# Schwere Panzerjäger-Abteilung 525
De Panzerabwehr-Abteilung (mot) 525 / Panzerjäger-Abteilung 525 / schwere Panzerjäger-Abteilung 525 (Hornisse) was tijdens de Tweede Wereldoorlog een Duitse Panzerjäger-eenheid van de Wehrmacht ter grootte van een afdeling, uitgerust met gemechaniseerd geschut. Deze eenheid was een zogenaamde Heerestruppe, d.w.z. niet direct toegewezen aan een divisie, maar ressorterend onder een hoger commando, zoals een legerkorps of leger.
Deze Panzerjäger-eenheid kwam in actie aan het westfront in 1940, in 1941 bij de Balkanveldtocht en vervolgens aan het oostfront in 1941 – 1943. Teruggetrokken naar de Frankrijk, werd de Abteilung omgevormd tot een eenheid met Nashorns. Vanaf augustus 1943 volgde inzet in Italië tot het eind van de oorlog. De Abteilung was de enige eenheid met Nashorns in Italië.

## Krijgsgeschiedenis

### Panzerabwehr-Abteilung (mot) 525
De Panzerabwehr-Abteilung (mot) 525 werd opgericht op 26 augustus 1939 in Kassel in Wehrkreis IX voor het 1e leger. Op 3 november 1939 verkreeg de Abteilung 8,8-cm Flak kanonnen, getrokken door halfrupsvoertuigen. Op 1 april 1940 werd de Abteilung omgedoopt in Panzerjäger-Abteilung 525.

### Panzerjäger-Abteilung 525
In mei 1940 was de Abteilung onder bevel van het 2e Legerkorps en bezat op dat moment 12 kanonnen. De 3e Compagnie ondersteunde de aanval van 12e Infanteriedivisie op 5 juni 1940 over de Somme bij Saigneville tijdens Fall Rot. Op 3 december 1940 arriveerde de Abteilung bij Bouillon bij het 16e Leger. Op 5 april 1941 werd de Abteilung onder bevel gebracht van het 40e Gemotoriseerde Korps voor de Balkanveldtocht. Vanaf 22 juni 1941 trok de Abteilung als deel van het 49e Bergkorps de Sovjet-Unie binnen. Vanaf 15 juli 1941 kwam de Abteilung onder het 52e Legerkorps, vanaf 15 september 1941 onder het 55e Legerkorps en vanaf eind oktober 1941 direct onder het 17e Leger. In 1942 werd de Abteilung uitgerust met gemechaniseerde kanonnen, type Marder II en kwam onder bevel van het 1e Pantserleger. De Abteilung werd in het voorjaar van 1943 naar Frankrijk overgebracht en kwam daar onder het 7e Leger. Op 1 juni 1943 werd de Abteilung daar omgedoopt/omgevormd in schwere Panzerjäger-Abteilung 525 (Nashorn).

### schwere Panzerjäger-Abteilung 525 (Nashorn)

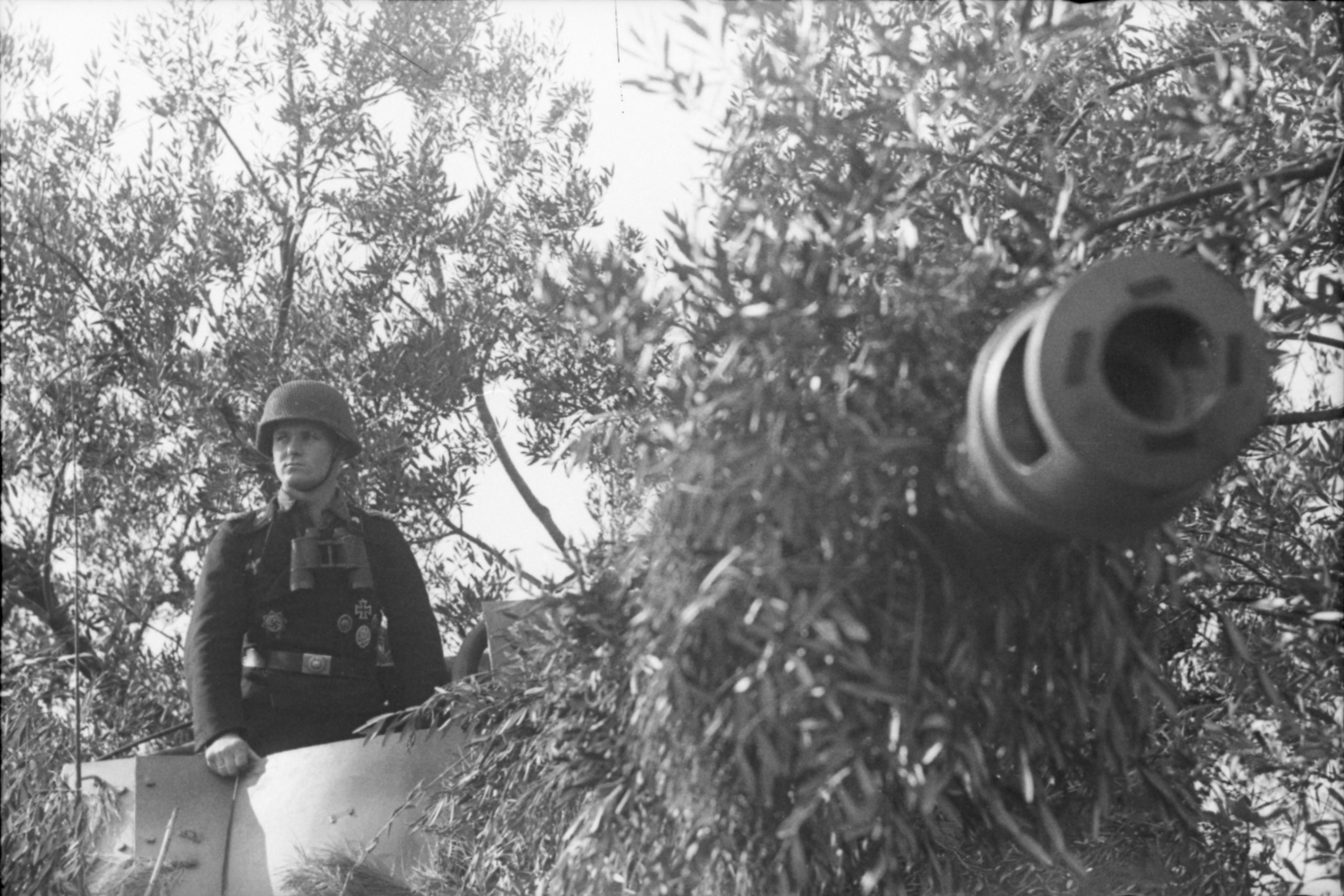
Nashorn van de Abteilung, Anzio-front, februari 1944

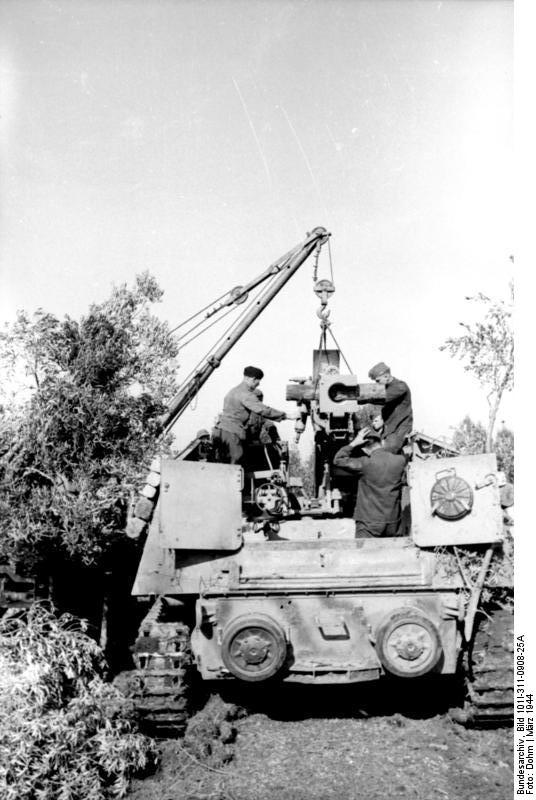
Nashorn van de Abteilung, Anzio-front, maart 1944

De Abteilung arriveerde op 8 juni 1943 op Oefenterrein Coëtquidan in Bretagne en werd uitgerust met Nashorn’s. De eerste vijf Nashorns kwamen al in mei 1943, 15 stuks in juni en de laatste 25 stuks in juli 1943. Tegen 29 juli 1943 was de Abteilung verplaatst naar Zuid-Frankrijk, naar Armeegruppe Felber. Tussen 23 en 30 augustus werd de Abteilung dan naar Italië verplaatst, naar La Spezia. Vanaf 2 december 1943 ressorteerde de Abteilung onder het XI. Fliegerkorps nabij Rome. Op 22 januari 1944 werd de Abteilung meteen ingezet tegen de geallieerde Landing bij Anzio en bleef in dit gebied tot medio mei 1944. Vijf nieuwe Nashorns werden ontvangen. Op 14 mei 1944 volgde dan een verplaatsing naar het Cassino-front, dat op dat moment aangevallen werd in Operatie Diadeem. Een paar dagen later waren de Duitsers echter al op de terugtocht. De Abteilung trok nu terug naar het noorden, via Frosinone (eind mei), Radicofani (eind juni), met korte rust in Pelago, dan naar Forlì (begin juli). Dan steun aan de 278e Infanteriedivisie tijdens de terugtocht langs de kust langs Ancona (medio juli/medio augustus) en vervolgens weer rust en herbouw rond Forlì, waar weer 20 nieuwe Nashorns binnenkwamen. Van september tot november 1944 volgde een vechtende terugtocht, vaak bij verschillende divisies. Tijdens deze tijd kreeg de Abteilung versterking van elk 10 Nashorns in oktober en november. In december volgde een inzet bij het 73e Legerkorps z.b.V. tegen de Canadezen in Operatie Cavalcade. In januari volgde dan weer rust in Conselice en van januari tot maart 1945 steun aan de 98e en 362e Infanteriedivisies. Toen de geallieerden in april 1945 hun eindoffensief inzetten, werd de Abteilung naar de Po teruggedreven en op 24 april werd deze rivier overgestoken. Er volgden nog gevechten bij Rovigo en Este en verdere terugtocht de Alpen in. De laatste Nashorn werd opgeblazen bij Bassano del Grappa eind april 1945.

### Opmerkingen

#### 1e Compagnie
De 1e Compagnie (1./s.Pz.Jäg.Abt. 525) verliet in augustus/september 1943 de Abteilung, om naar Oefenterrein Milau te gaan, om daar uitgerust te worden met Jagdpanther. De compagnie kwam echter nooit terug. Aangezien er onvoldoende Jagdpanther beschikbaar kwamen, werd de compagnie eind november 1944 toch uitgerust met Nashorns. Vervolgens werd de compagnie samen met 2./s.Pz.Jäg.Abt. 93 en 7./Panzerregiment 2 onder de staf van II./Pz.Rgt. 2 (= het 2e Tankbataljon van Panzerregiment 2) gebracht en toegevoegd aan het 19e Leger in de Colmar Pocket en werd daar tactisch onder bevel geplaatst van Panzerbrigade 106 “Feldherrnhalle”. Medio februari 1945 werden de overgebleven Nashorns van 1./s.Pz.Jg.Abt 525 toegevoegd aan de 2./s.Pz.Jäg.Abt. 93 en 1./s.Pz.Jg.Abt 525 werd daarna onder bevel gebracht van schwere Panzerjäger-Abteilung 654 als 4e Compagnie.

#### Andere voertuigen
Van juli tot oktober 1944 kreeg de Abteilung ook een handvol elk van deJagdpanzer IV L/48 en Sturmgeschütz III en IV overgedragen door de Parachutisten-Pantserdivisie Hermann Göring en de 29e  en 90e Pantsergrenadierdivisies. De meeste van deze voertuigen waren in slechte conditie en werden later weer aan andere eenheden overgedragen.

## Einde
De Abteilung gaf zich op 2 mei 1945 over rond Trente, samen met het gehele Duitse leger in Italië.

## Commandanten
| Rang  | Naam                   | Begin                           | Eind                            |
| ----- | ---------------------- | ------------------------------- | ------------------------------- |
| Major | Hans Wilhelm Michaelis | in ieder geval 17 april 1943    | in ieder geval 17 april 1943    |
| Major | Friedrich Guttmacher   | in ieder geval 15 december 1944 | in ieder geval 15 december 1944 |

schwere Panzerjäger-Abteilung 88 · schwere Panzerjäger-Abteilung 93 · schwere Panzerjäger-Abteilung 512 · schwere Panzerjäger-Abteilung 519 · schwere Panzerjäger-Abteilung 525 · schwere Panzerjäger-Abteilung 559 · schwere Panzerjäger-Abteilung 560 · schwere Panzerjäger-Abteilung 583 · schwere Panzerjäger-Abteilung 586 · schwere Panzerjäger-Abteilung 653 · schwere Panzerjäger-Abteilung 654 · schwere Panzerjäger-Abteilung 655 · schwere Panzerjäger-Abteilung 673